# Рассвєтна (Гомельський район)
Рассвєтна (трансліт.: Rassvietnaja; біл. Рассветная) — село в Більшовицькій сільській раді у Гомельському районі Гомельської області Білорусі. До 30 липня 1964 року мала назву Кобилянка (біл. Кабылянка).

## Транспортна система
Наявна залізна дорога та автотраса, яка з'єднує місто Гомель й Могильов. Забудова двостороння, будинки дерев'яні, садибного типу.

## Населення

### Чисельність
- 2009 — 270 жителів.